# Molione kinabalu
Molione kinabalu är en spindelart som beskrevs av Yoshida 2003. Molione kinabalu ingår i släktet Molione och familjen klotspindlar. Inga underarter finns listade i Catalogue of Life.